# Pavilly
Pavilly è un comune francese di 6 095 abitanti situato nel dipartimento della Senna Marittima nella regione della Normandia.

## Storia

### Simboli
Nel primo quarto è riprodotto il blasone della famiglia de Pavilly; nel secondo il pastorale simboleggia l'abbazia di Santa Austreberta, il lupo fa riferimento alla leggenda secondo cui santa Austreberta avrebbe ammansito un lupo selvatico ordinandogli di fare il lavoro di un asino che era stato attaccato e divorato dalla fiera; nel terzo l'ape rappresenta il coraggio della gente della valle; nel quarto è lo stemma della famiglia d'Esneval.

## Monumenti e luoghi d'interesse
Nel territorio comunale si trova una celebre abbazia femminile fondata nel 662 da san Filiberto, abate di Jumièges. Prima abadessa fu santa Austreberta, venuta dall'abbazia di Port-le-Grand nel dipartimento della Somme e che morì a Pavilly nel 704.

## Società

### Evoluzione demografica
Abitanti censiti